# VV Baronie in het seizoen 1958/59
Het seizoen 1958/1959 was het derde jaar in het bestaan van de Bredase betaaldvoetbalclub Baronie. De club kwam uit in de Tweede divisie A en eindigde daarin op de 11e plaats. Tevens deed de club mee aan het toernooi om de KNVB beker, hierin werd de club in de eerste ronde uitgeschakeld door RKDVC (1–3).

## Wedstrijdstatistieken

### Tweede divisie A
|       | DHC   | DOSKO | EBOH  | EDO   | 't Gooi | Hilversum | LONGA | ONA   | UVS   | De Valk | Velox | Wilhelmina | Xerxes | Zeist |
| ----- | ----- | ----- | ----- | ----- | ------- | --------- | ----- | ----- | ----- | ------- | ----- | ---------- | ------ | ----- |
| Thuis | 0 – 2 | 3 – 2 | 2 – 0 | 2 – 2 | 1 – 5   | 4 – 1     | 1 – 2 | 2 – 1 | 1 – 3 | 3 – 1   | 1 – 0 | 2 – 1      | 3 – 2  | 0 – 2 |
| Uit   | 5 – 1 | 1 – 0 | 4 – 3 | 0 – 0 | 2 – 3   | 3 – 2     | 2 – 0 | 1 – 0 | 1 – 1 | 2 – 2   | 2 – 1 | 1 – 1      | 3 – 0  | 1 – 0 |

### KNVB beker
| 1e ronde                                               | RKDVC                                          | 3 – 1 (1 – 0) | Baronie |
| 1 januari 1959 Plaats: Drunen Sportpark aan de Duinweg | Gerard van de Velden 15', –' Gerard de Munnink |               | Ad Kop  |

## Statistieken Baronie 1958/1959

### Eindstand Baronie in de Nederlandse Tweede divisie A 1958 / 1959
| Stand | Gespeeld | Gewonnen | Gelijk | Verloren | Punten | Doelpunten voor | Doelpunten tegen |
| ----- | -------- | -------- | ------ | -------- | ------ | --------------- | ---------------- |
| 11e   | 28       | 9        | 5      | 14       | 23     | 39              | 53               |

### Topscorers
| #      | Naam                | Goal |
| ------ | ------------------- | ---- |
| 1.     | Ad Kop              | 8    |
| 2.     | Frans Roelandt      | 7    |
| 3.     | Cor Aben            | 5    |
| 4.     | Ed Hop              | 4    |
| 5.     | Kees Groeneveld     | 3    |
| 5.     | Hennie Soffers      | 3    |
| 7.     | Piet van de Broek   | 2    |
| 7.     | Hans Gelissen       | 2    |
| 9.     | Kees van den Berghe | 1    |
| 9.     | Van de Broek        | 1    |
| 9.     | Van Ierssel         | 1    |
| 9.     | Hans Roelandt       | 1    |
| 9.     | Ad Schillemans      | 1    |
| Totaal | Totaal              | 39   |

| #      | Naam   | Goal |
| ------ | ------ | ---- |
| 1.     | Ad Kop | 1    |
| Totaal | Totaal | 1    |